# Gueorgui Bratoev
Pour les articles homonymes, voir Bratoev.
Gueorgui Sachkov Bratoev (en bulgare : Георги Сашков Братоев) est un joueur bulgare de volley-ball né le 21 octobre 1987 à Sofia. Il mesure 2,04 m et joue passeur. Il totalise 16 sélections en équipe de Bulgarie.

## Biographie
Il est le frère jumeau de Valentin Bratoev, également joueur bulgare de volley-ball.

## Clubs
| Club                    | De        | À         |
| ----------------------- | --------- | --------- |
| Levski Sofia            | 2004-2005 | 2009-2010 |
| VK Tioumen              | 2010-2011 | 2010-2011 |
| Levski Sofia            | 2011-2012 | 2011-2012 |
| Samotlor Nijnievartovsk | 2012-2013 | 2012-2013 |
| VK Slavia Sofia         | sep 2013  | déc 2013  |
| VK Lokomotiv Kharkiv    | jan 2014  | ...       |

## Palmarès

### Club
- Championnat de Bulgarie (3)
  - Vainqueur : 2005, 2006, 2009
  - Finaliste : 2007
- Coupe de Bulgarie (2)
  - Vainqueur : 2006, 2012

### Distinctions individuelles
- Meilleur passeur du Final Four de la Ligue mondiale 2012
- Meilleur passeur des Jeux olympiques de 2012